# بلیندهایم
بلیندهایم (به آلمانی: Blindheim) یک شهر در آلمان است که در بایرن واقع شده‌است.

## خصوصیات
بلیندهایم ۲۶٫۳۹ کیلومترمربع مساحت دارد ۴۱۵ متر بالاتر از سطح دریا واقع شده‌است.